# Velká kniha komiksů z časopisů Větrník a Pionýr
Velká kniha komiksů z časopisů Větrník a Pionýr (2002) je souborné vydání komiksů z časopisů Větrník a Pionýr z let 1968–1975, které sestavil Jiří Buchal.
Obsahuje 13 různých komiksů.

## Seznam komiksů
- Kapitán Nemo
  - napsal: J. M. Troska, upravil Svatopluk Hrnčíř; kreslil: Miloš Novák
  - Větrník, ročník 1969/1970
- Vládce mořských hlubin
  - napsal: J. M. Troska; kreslil: Miroslav Hrdina
  - Větrník, ročník 1968/1969
- Paprsky života a smrti
  - napsal: J. M. Troska, upravil Svatopluk Hrnčíř; kreslil: Miroslav Hrdina
  - Větrník, ročník 1968/1969
- Gorgony
  - napsal: Milík Tichý; kreslil: Miloš Novák
  - Pionýr, ročník 1973/1974
- Srub u zlatého klíče
  - námět: Miloš Kocourek, napsal: Jiří Stegbauer; kreslil: Josef Schek
  - Větrník, ročník 1968/1969
- Klíč k majáku
  - napsal: Svatopluk Hrnčíř; kreslil: Josef Schek
  - Pionýr, ročník 1974/1975
- Ostrov černého Petra
  - napsal: Svatopluk Hrnčíř; kreslil: Miloš Novák
  - Pionýr, ročník 1970/1971
- Zámek rodu Spadů
  - napsal: Milík Tichý; kreslil: Josef Schek
  - Pionýr, ročník 1971/1972
- Poklad Inků
  - napsal i kreslil: Josef Schek
  - Větrník, ročník 1970
- Tři kluci a madona
  - napsal: Svatopluk Hrnčíř; kreslil: Miloš Novák
  - Větrník, ročník 1968/1969
- Černý vlk
  - napsal: J. Ollivier; kreslil: Kline
  - Pionýr, ročník 1972/1973
- Dobrodružství Sherlocka Holmese
  - napsal: Svatopluk Hrnčíř; kreslil: Adolf Born
  - Pionýr, ročník 1971–1973
- Tři Robinzoni – Přepadení v džungli
  - napsal: Svatopluk Hrnčíř; kreslil: Josef Schek
  - Větrník, ročník 1969/1970